# ایگناسیو پریتو
ایگناسیو پریتو (اسپانیایی: Ignacio Prieto‎؛ زاده ۲۳ سپتامبر ۱۹۴۳) بازیکن و مربی فوتبال اهل شیلی بود.
از باشگاه‌هایی که در آن بازی کرده‌است می‌توان به باشگاه فوتبال لیل، باشگاه فوتبال یونیورسیداد کاتولیکا، و باشگاه فوتبال ناسیونال اشاره کرد.
وی همچنین در تیم ملی فوتبال شیلی بازی کرده‌است.